# Canelas (Arouca)
Canelas ist ein Ort und eine ehemalige Gemeinde in Portugal.

## Geschichte
In der Gemeinde Canelas fand man etwa 490 Mio. Jahre alte Trilobiten, die zu den weltweit größten bekannten Exemplaren gehören. Ein Trilobit ist daher auch zentral im Gemeindewappen zu sehen.
Die Römer ließen sich im 1. Jh. v. Chr. hier nieder, um in Minen insbesondere Gold abzubauen.
Die Ortschaft Vilarinho wurde 883 n. Chr. erstmals offiziell erwähnt, als eine Ortschaft der Gemeinde Canelas. 
Die Gemeinde Canelas gehörte zum Kreis Alvarenga bis 1843, um seither Arouca angegliedert zu sein.

## Verwaltung
Canelas war Sitz einer gleichnamigen Gemeinde (Freguesia) im Kreis (Concelho) von Arouca, im Distrikt Aveiro. In der Gemeinde lebten zuletzt 801 Einwohner (Stand 30. Juni 2011).
Folgende Ortschaften liegen im Gebiet der ehemaligen Gemeinde:
- Canelas de Baixo
- Canelas de Cima
- Estreitinha
- Gamarão de Baixo
- Gamarão de Cima
- Mealha
- Vilarinho

Mit der Gebietsreform in Portugal vom 29. September 2013 wurden die Gemeinden Canelas und Espiunca zur neuen Gemeinde União das Freguesias de Canelas e Espiunca zusammengefasst. Canelas wurde Sitz dieser neu gebildeten Gemeinde.

## Kultur und Sehenswürdigkeiten
Die Gemeindekirche Igreja Paroquial de Canelas, nach ihrem Schutzpatron auch Igreja de São Miguel, steht unter Denkmalschutz.
Der Ort ist von weitläufigen Waldgebieten umgeben, die zu naturnahen Sportarten einladen. Wanderwege und Radwege sind angelegt und überregional bekannt.

## Söhne und Töchter der Gemeinde
- Maurício Esteves Pereira Pinto (1924–1975), Arzt